# Bulletin de la Société des naturalistes de Moscou
Le Bulletin de la Société des naturalistes de Moscou (Бюллетень Московского общества испытателей природы), autrefois Bulletin de la Société impériale des naturalistes de Moscou (en français dans le texte), est une revue scientifique éditée par la Société des naturalistes de Moscou depuis 1829 auprès de la maison d'éditions de l'université de Moscou. C'est donc la revue scientifique la plus ancienne de Russie. Son abréviation actuelle est : Byull. Moskovsk. Obshch. Isp. Prir. et son abréviation ancienne, Bull. Soc. Imp. Nat. Mosc.

## Historique

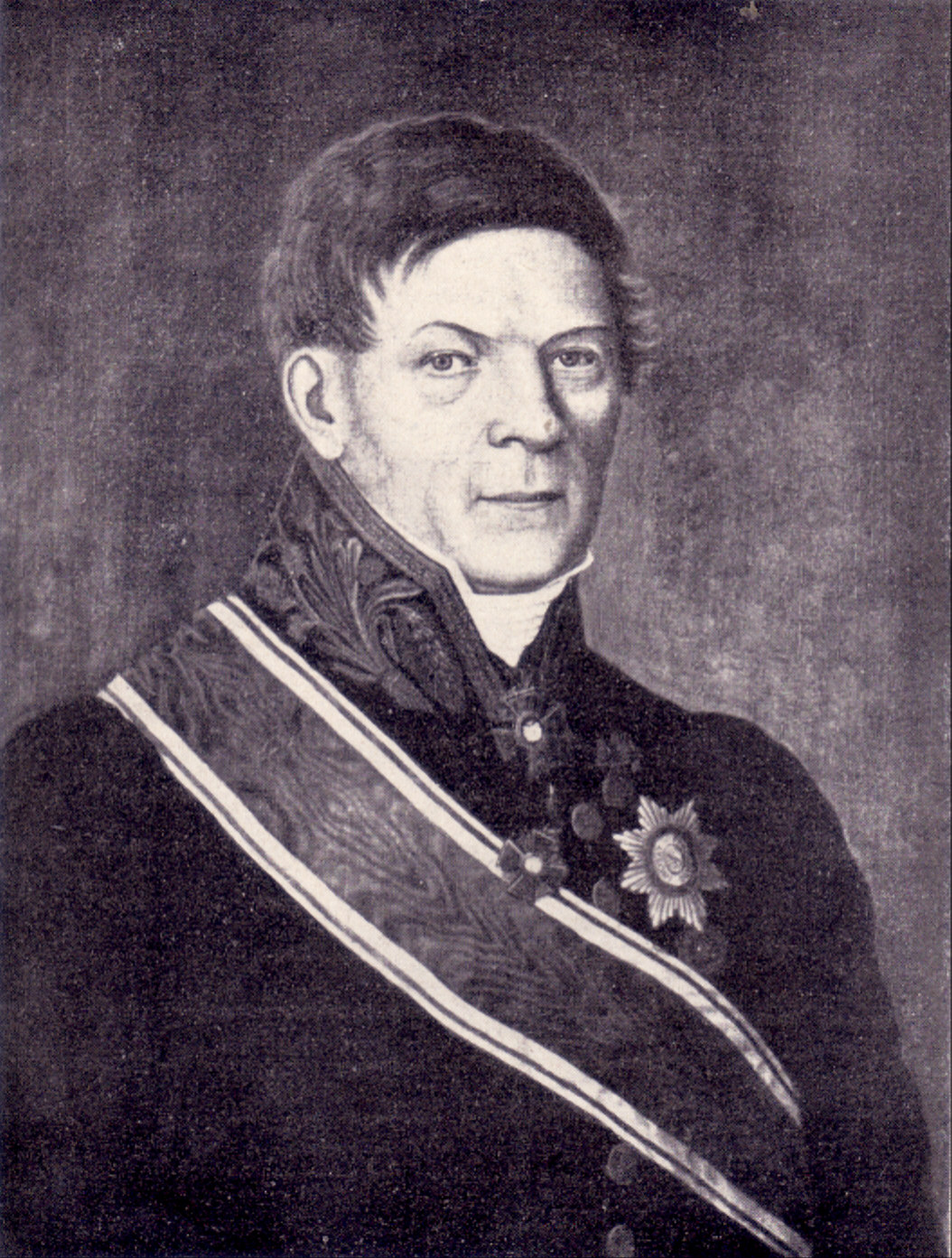
Portrait de Gotthelf Fischer von Waldheim, fondateur du bulletin.

Au début le bulletin paraît en français et sur abonnement sous la direction de Gotthelf Fischer von Waldheim (1771-1853), ce qui est un compromis entre les deux langues des deux groupes principaux de naturalistes qui sont avant tout germanophones ou russophones et de plus le français est la première langue vivante étrangère obligatoire dans l'enseignement secondaire et dans l'enseignement supérieur, avec ensuite l'allemand. Les thèses sont quant à elles publiées en latin, langue internationale de toutes les publications scientifiques de l'époque. Quelques articles paraissent cependant souvent en allemand et peu en russe, jusqu'en 1896 date à laquelle leur nombre augmente: la plupart des articles et mémoires sont alors publiés en allemand ou en russe. Deux personnalités marquent de leur empreinte la rédaction du bulletin: le docteur Renard qui a la responsabilité de sa rédaction pendant un demi-siècle (il meurt en 1886) et le professeur Menzbier au tournant du siècle et au début du XXe siècle pendant une trentaine d'années. Les procès-verbaux des séances sont en français, jusqu'à la fin du XIXe siècle ainsi que la liste des dons, des membres honoraires et membres ordinaires, des demandes d'échanges, et la majorité de la correspondance, etc. Le russe s'impose après 1887.
Les articles en langues étrangères disparaissent totalement dans les années 1930.
Il perd son épithète d'impérial à la révolution de février 1917. À partir de 1922, le bulletin est édité en deux parties séparées: une partie concernant les rubriques géologiques et une partie concernant les rubriques biologiques. Chaque partie paraît six fois par an et figure dans la liste des revues scientifiques agréées par le ministère de l'éducation et des sciences de Russie.
Son abréviation dans le système international est Bull. Soc. Imp. Nat. Mosc.

## Appellation
Le bulletin paraît de 1829 à 1887 sous le nom de Bulletin de la Société impériale des naturalistes de Moscou; puis de 1887 à 1917 sous le nom de Bulletin de la Société impériale des naturalistes de Moscou. Nouv. Sér. (pour nouvelle série), tomes de 1 à 30.
La revue cesse de paraître dans le courant de l'année 1917, jusqu'en 1922, date à laquelle elle paraît en deux séries: biologique et géologique. La revue biologique (Nouv. Sér.) poursuit sa numérotation avec le tome 31; tandis que la revue géologique démarre avec le tome 1.
Il est publié au début par l'imprimerie d'Auguste Semen, imprimeur de l'Académie médico-chirurgicale de Moscou, puis par l'imprimerie Katkoff, etc.

## Partie biologique
Les rubriques biologiques publient des articles scientifiques originaux concernant:
- La flore et la faune de Russie
- La systématique, la morphologie et l'écologie des plantes et des animaux
- La biogéographie
- La zoologie médicale
- La chasse
- La génétique
- La sélection des plantes et des animaux
- Les fondements biologiques de l'élevage et de l'horticulture

La rubrique des « messages brefs » est consacrée aux remarques et recherches concernant la nature, ainsi qu'aux nouvelles descriptions.

## Partie géologique
Ses rubriques concernent:
- La stratigraphie
- La paléontologie
- La tectonique
- La lithologie
- La géologie du Quaternaire
- La géomorphologie
- La pétrographie des roches magmatiques
- L'hydrogéologie
- La géologie régionale russe
- La géologie des pays étrangers

## Source
- (ru) Cet article est partiellement ou en totalité issu de l’article de Wikipédia en russe intitulé « Бюллетень Московского общества испытателей природы » (voir la liste des auteurs).